# Vianen
Vianen (anhörenⓘ) war eine niederländische Gemeinde in der Provinz Utrecht. Zur Gemeinde gehörten die Städte Vianen und Hagestein sowie die Dörfer Everdingen und Zijderveld. Zum 1. Januar 2019 wurde Vianen mit Leerdam und Zederik zur neu gebildeten Gemeinde Vijfheerenlanden zusammengelegt.

## Lage und Wirtschaft
Vianen liegt im Süden der Provinz, am Merwede-Kanal, der hier die Lek kreuzt. Bei Vianen selbst liegt die Lekbrücke der Autobahn Utrecht–Breda; zwei Kilometer nach Osten, bei Hagestein, liegt eine weitere Lekbrücke auf der Autobahn Utrecht-’s-Hertogenbosch. Bei Everdingen, das zwei Kilometer südlich der Stadt Vianen liegt, kreuzen sich diese beiden Fernstraßen. Bei Hagestein liegt ein Stauwerk in der Lek.
Da Vianen also an einem Knotenpunkt von Land- und Wasserstraßen liegt, wurde es zum Sitz vieler Transportunternehmen. Weiter von Bedeutung sind die Landwirtschaft und auch der Tourismus.

## Geschichte
Die älteste bezeugte Siedlung datiert etwa vom Jahr 1000 n. Chr. Das ursprüngliche Gebiet der Herren van Arkel (siehe auch: Zederik), Everdingen, Hagestein, Haaften, Herwijnen, Leerdam und Vianen heißt die „Vijfheerenlanden“ (Fünfherrenländer). Es gehörte im Mittelalter bald dem Bistum Utrecht, bald Holland an.
Herr Wilhelm van Duivenvoorde verlieh Vianen 1335 das Stadtrecht. Durch eine Ehe kamen die Herren von Brederode im Jahre 1414 in den Besitz der Herrlichkeit Vianen. Das blieb so, mit einer kurzen Unterbrechung im Achtzigjährigen Krieg, bis das Geschlecht 1679 ausstarb. So erbten es die Grafen zur Lippe. Im Jahr 1696 brannte das Schloss Batenstein, bis dahin das schönste Gebäude der Stadt, völlig nieder.
1725 sah sich Graf Simon Heinrich Adolf zur Lippe aus Geldnot genötigt, die Herrschaft Vianen an Holland zu verkaufen. Nach der Franzosenzeit (1789–1815) kam Vianen zur Provinz Südholland. Am 1. Januar 2002 ging Vianen durch einen Beschluss der Generalstaaten zur Provinz Utrecht über.
Zum 1. Januar 2019 wurde Vianen mit Leerdam und Zederik zur neu gebildeten Gemeinde Vijfheerenlanden zusammengelegt.

## Sehenswürdigkeiten
Vianen hat im Stadtkern einige schöne Gebäude behalten:
- das Lektor, ein altes Stadttor;
- das Rathaus, erbaut im 15. Jahrhundert, mit Heimatmuseum;
- die Grote Kerk (Große Kirche) aus dem 15. Jahrhundert, eine Hallenkirche mit Längsdach und Querdächern;
- die neugotische Kirche Maria ten Hemelopening (Mariä Himmelfahrt) aus dem 19. Jahrhundert, eine Hallenkirche mit parallelen Längsdächern;
- einige alte Häuser.

Das Dorf Hagestein hat einen großen Campingplatz, einen kleinen See zum Schwimmen und Surfen sowie einen Jachthafen. Die Polder der Umgebung sind für Radtouren geeignet.

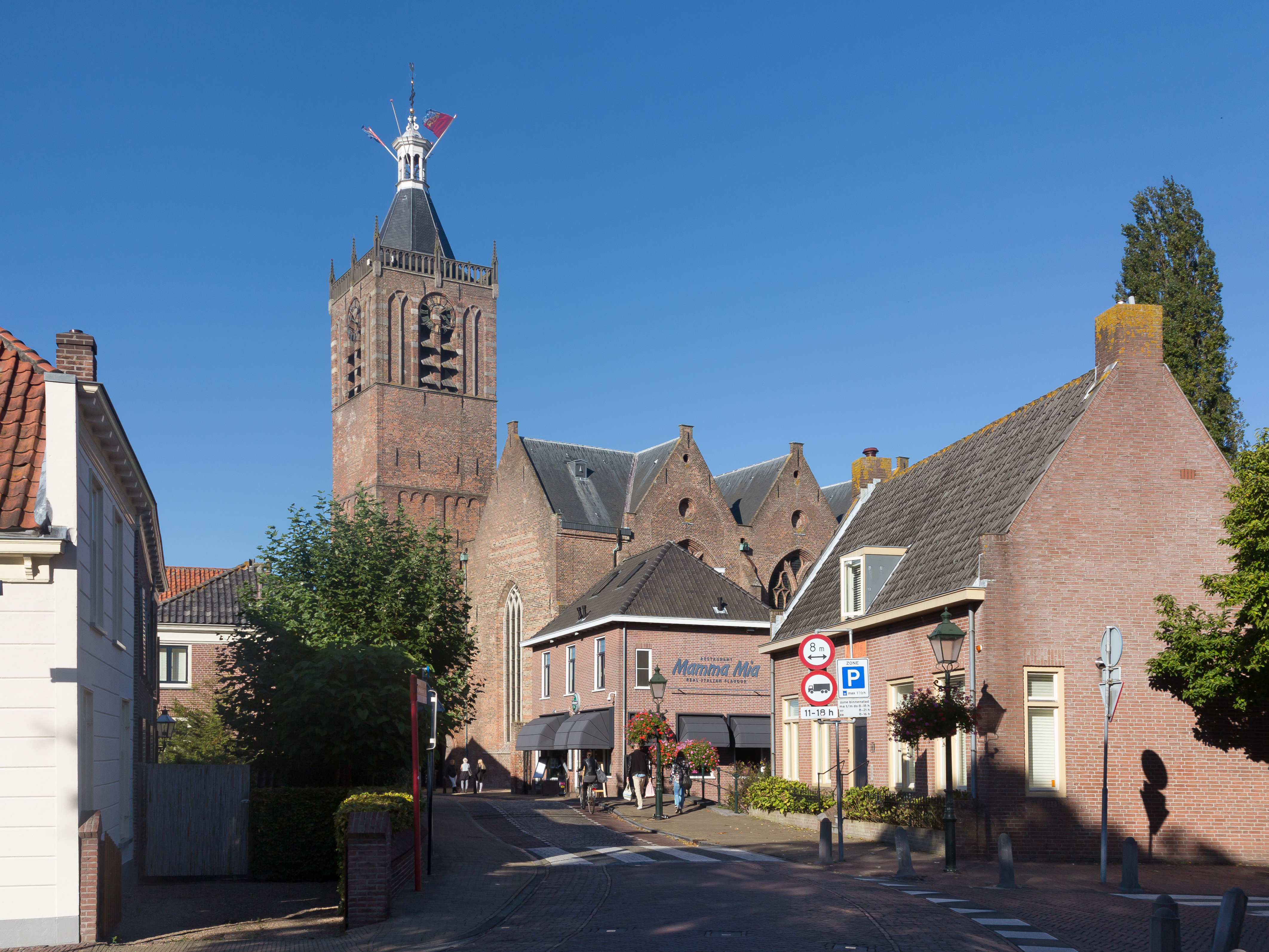
Reformierte Grote Kerk (Große Kirche)
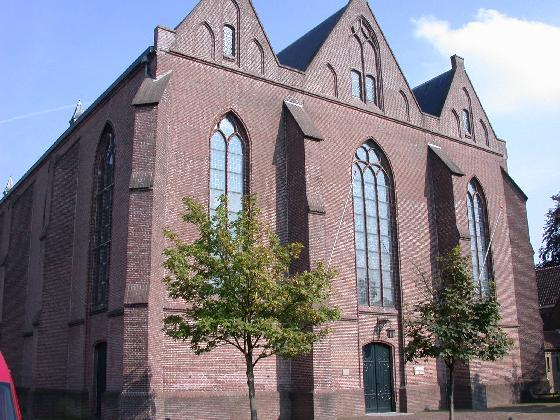
Katholische Kirche Maria ten Hemelopening (Mariä Himmelfahrt)

## Persönlichkeiten
- Gerard Johannes Nicolaus de Korte (* 1955), römisch-katholischer Geistlicher, Bischof von Groningen-Leeuwarden 2008–2016, Bischof von ’s-Hertogenbosch ab 2016
- Jeannette Lewin (* 1972), Hockeyspielerin
- Lars Balk (* 1996), Hockeyspieler